# 중화항공 811편
중화항공 811편 불시착 사고는 중화항공 소속 보잉 707 항공기가 착륙 도중 기어가 파괴되면서 화재가 발생한 사고이다.